# Åke Asp
Karl Åke Asp, född 4 augusti 1915 i Stockholm, död 26 juli 2000 i Solna, var en svensk jurist.
Asp blev juris kandidat vid Stockholms högskola 1939, fiskal vid Svea hovrätt 1943, assessor vid Stockholms rådhusrätt 1953, rådman där 1960, var avdelningsordförande vid övervakningsnämnden i Stockholm 1965–1966, blev chefsrådman i Stockholms tingsrätt 1970 och var hovrättslagman i Svea hovrätt 1976–1981 (tillförordnad 1974). 
Asp var biträdande byråchef vid Militieombudsmannen 1945–1946, sekreterare i strafflagberedningen 1947–1948 och auditör hos Överbefälhavaren 1969–1982. Han medverkade i boken Kriminaliteten och samhället (redaktör Jan Freese, 1966). Asp är begravd på Norra begravningsplatsen utanför Stockholm.